# San Martín de Unx
San Martín de Unx è un comune spagnolo di 455 abitanti situato nella comunità autonoma della Navarra.